# 伍集成

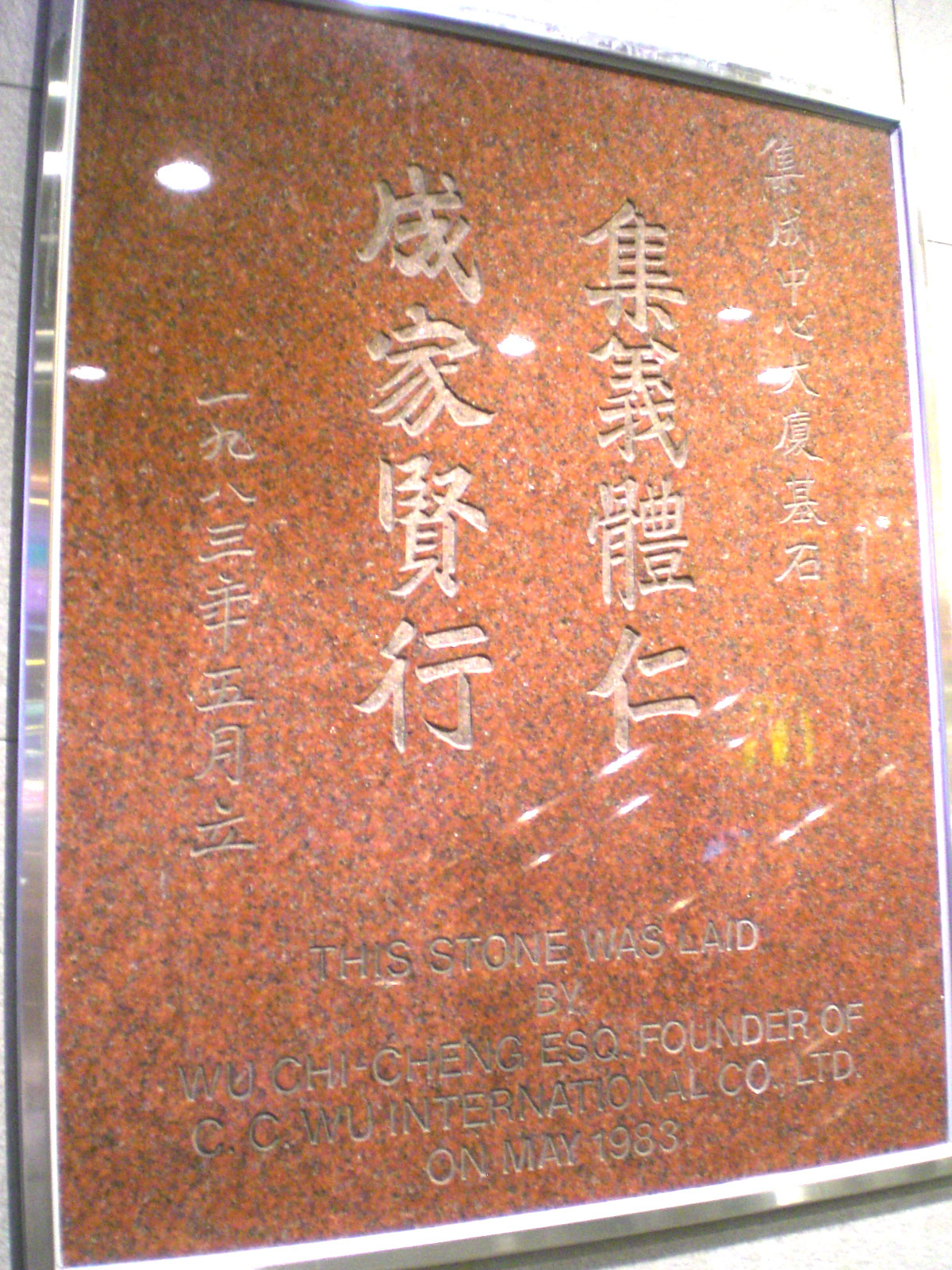
位於集成中心的基石，由其基金會尊立

伍集成（1903年—1994年11月），雲南人，香港企業家，灣仔集成中心大業主，並被譽為棉紗大王。

## 生平
伍集成生於雲南滇西騰衝縣，祖父輩為典型的儒學家庭，父親與李根源是永昌府試同榜人，有四位長輩都是讀書人，大家族人，四代同堂。伍集成少年時常看《三國演義》、《紅樓夢》、《水滸》、《岳飛傳》等，並此書中故事激勵同輩。他行事不做違心事、忠厚留餘地。
在昆明，伍集成跟實業家繆雲台學習，心懷國家民族情懷。第二次世界大戰結束，於1946年伍集成舉家離昆明，移居香港，先在灣仔買下一幅地皮作為商業基地，創立瑞成國際貿易有限公司，從事棉花棉紗貿易，發展東南亞花紗供應網，於越南、印度、緬甸、泰國等地設立子公司，由巴基斯坦、埃及等產地買入棉花，供應香港紡織廠，當年香港紡織業興盛，工廠林立，上海幫、廣東幫廠家顧客達3百多家，每年銷售棉花和棉紗各幾萬包，因此興家立業，成為香港實業家。
1980年，伍集成在公司灣仔地皮上，建築了一座商業大廈，1983年落成，名為集成中心，作為出租投資物業。

## 家庭
伍集成育有女兒伍宗琳，兒子伍達觀。

## 職稱
- 集成文化教育基金會董事長
- 雲南香港同鄉會前會長
- 香港瑞成有限公司董事長
- 雲南海外交流協會名譽會長
- 雲南省政府顧問